# Correspondances entre les langues des noms de villes du Nord
Voici une liste de correspondances entre les langues des noms de communes du Nord. Beaucoup des noms « français » des établissements du Nord sont en fait néerlandais (flamands) en orthographie archaïque (comme Ghyvelde). Dans d'autres cas, il s'agit du nom flamand ancien avec quelques petites adaptations, comme Quaëdypre, du flamand archaïque Quaedyper.

## Département du Nord

### A - G
| français            | néerlandais       | picard    | anglais | signification                                                                         |
| ------------------- | ----------------- | --------- | ------- | ------------------------------------------------------------------------------------- |
| Armbouts-Cappel     | Armboutskappel    |           |         |                                                                                       |
| Armentières         | Armentiers        | Armintîre |         |                                                                                       |
| Arnèke              | Arneke            |           |         | le domaine de Rentius                                                                 |
| Bailleul            | Belle             | Bailleu   |         |                                                                                       |
| Bambecque           | Bambeke           |           |         |                                                                                       |
| Bavinchove          | Bavinkhove        |           |         |                                                                                       |
| Benkies-Meulen      | Benkies-Meulen    |           |         | pont du Benkies Meulen à Hoymille                                                     |
| Bergues             | Sint-Winoksbergen |           |         | la colinne ou le mont (de Saint-Winoc)                                                |
| Berthen             | Berten            |           |         |                                                                                       |
| Bierne              | Bieren            |           |         |                                                                                       |
| Bissezeele          | Bissezele         |           |         | la maison des gens de Bisso                                                           |
| Blaringhem          | Blaringem         |           |         |                                                                                       |
| Boeschepe           | Boeschepe         |           |         |                                                                                       |
| Boëseghem           | Boezegem          |           |         |                                                                                       |
| Bollezeele          | Bollezele         |           |         | la maison des gens de Bolo                                                            |
| Booneghem           | Boonegem          |           |         | Booneghem est un hameau de Nieurlet                                                   |
| Borre               | Borre             |           |         | la source                                                                             |
| Bourbourg           | Broekburg         |           |         | la forteresse du marais                                                               |
| Bousbecque          | Bosbeke           |           |         |                                                                                       |
| Bray-Dunes          | Bray Duinen       |           |         |                                                                                       |
| Brouckerque         | Broekkerke        |           |         | l'église du marais                                                                    |
| Broxeele            | Broksele          |           |         | la maison du marais                                                                   |
| Buysscheure         | Buisscheure       |           |         |                                                                                       |
| Caëstre             | Kaaster           |           |         | le fort (origine romaine)                                                             |
| Cambrai             | Kamerijk          | Kimbré    |         |                                                                                       |
| Cappelle-Brouck     | Kapellebroek      |           |         | le marais de la chapelle                                                              |
| Cappelle-la-Grande  | Grootkappel       |           |         | la grande chapelle                                                                    |
| Cassel              | Kassel            |           |         | le château (origine romaine)                                                          |
| Comines             | Komen             | Cômânes   |         |                                                                                       |
| Coppenaxfort        | Koppenaksfoort    |           |         |                                                                                       |
| Coudekerque         | Koudekerke        |           |         | l'église froide                                                                       |
| Coudekerque-Branche | Nieuw Koudekerke  |           |         |                                                                                       |
| Craywick            | Kraaiwijk         |           |         | le village du corbeau                                                                 |
| Crochte             | Krochte           |           |         | la crypte : douteux ; prob. : champ (~ angl. croft)                                   |
| Deûlémont           | Deulemonde        | Deulémont |         | l'embouchure de la Deule                                                              |
| Denain              | Dening            | Dnain     |         |                                                                                       |
| Douai               | Dowaai            | Doï       |         |                                                                                       |
| Drincham            | Drinkam           |           |         |                                                                                       |
| Droogland           | Droogland         |           |         | le pays sec                                                                           |
| Dunkerque           | Duinkerke         | Dunkèke   | Dunkirk | l'église des dunes                                                                    |
| Ebblinghem          | Ebblingem         |           |         |                                                                                       |
| Eecke               | Eke               |           |         | le chêne                                                                              |
| Eringhem            | Eringem           |           |         |                                                                                       |
| Erquinghem-Lys      | Erkegem a.d. Leie |           |         |                                                                                       |
| Escobecques         | Schobeke          |           |         |                                                                                       |
| Esquelbecq          | Ekelsbeke         |           |         | le ruisseau d'Hikkilo                                                                 |
| Estaires            | Stegers           | Éstaires  |         |                                                                                       |
| Flêtre              | Vleteren          |           |         |                                                                                       |
| Frelinghien         | Verlegem          |           |         |                                                                                       |
| Ghyvelde            | Gijvelde          |           |         |                                                                                       |
| Godewaersvelde      | Godewaarsvelde    |           |         |                                                                                       |
| Grande-Synthe       | Groot Sinten      |           |         |                                                                                       |
| Grand-Fort-Philippe | Groot Filipsfort  |           |         |                                                                                       |
| Grand-Millebrugghe  | Groot Millebrugge |           |         |                                                                                       |
| Gravelines          | Grevelingen       |           |         | désigne probablement les habitants d'un lieu dénommé Grave (Gravenenga ou Graveninga) |

### H - O
| français                            | néerlandais        | picard    | anglais   | signification                                   |
| ----------------------------------- | ------------------ | --------- | --------- | ----------------------------------------------- |
| Haeghe-Meulen                       | Haage-Meulen       |           |           | le moulin de la haie                            |
| Haezepoel (Hameau de Hondschoote)   | Hazepoel           |           |           | l'étang des lièvres                             |
| Halluin                             | Halewijn           |           |           |                                                 |
| Hardifort                           | Hardevoort         |           |           | le gué des gens de Hardi                        |
| Haverskerque                        | Haverskerke        |           |           |                                                 |
| Hazebrouck                          | Hazebroek          |           |           | le marais du lièvre                             |
| Herzeele                            | Herzele            |           |           |                                                 |
| Holque                              | Holke              |           |           |                                                 |
| Hondeghem                           | Hondegem           |           |           | la maison des gens de Hundo                     |
| Hondschoote                         | Hondschoote        |           |           |                                                 |
| Houtkerque                          | Houtkerke          |           |           | l'église du bois                                |
| Hoymille                            | Hooimille          |           |           |                                                 |
| Killem                              | Killem             |           |           |                                                 |
| Killem-Linde                        | Killem-Linde       |           |           |                                                 |
| Kromen-Hoek                         | Krommenhoek        |           |           | le coin tordu                                   |
| Kruysweg                            | Kruisweg           |           |           | le chemin de croix                              |
| L’Erkelsbrugge                      | Erkelsbrugge       |           |           |                                                 |
| L’Hossenaere                        | Hossenaare         |           |           |                                                 |
| La Brouckstraete                    | Broekstraat        |           |           | la route du marais                              |
| La Gorgue                           | De Gorge           |           |           |                                                 |
| La Kruystraete                      | Kruisstraat        |           |           | le carrefour                                    |
| La Motte-au-Bois                    | De Walle           |           |           |                                                 |
| Le Cygne (Nord)                     | De Swaan           |           |           |                                                 |
| Le Doulieu                          | De Soutesterde     |           |           | Le lieu doux/ la pente douce                    |
| Le Galghouck                        | Galghoek           |           |           | le coin de la potence                           |
| Le Guindal                          | Guindaal           |           |           |                                                 |
| Le Kieken-Put                       | Kiekenput          |           |           | le puits de poule                               |
| Le Menegat                          | Menegat            |           |           |                                                 |
| Le Nieppe                           | De Niepe           |           |           |                                                 |
| Le Peckel (Lieu-dit de Hardifort)   | Peckel             |           |           |                                                 |
| Le Thieushouck (Lieu-dit de Flêtre) | Thuishoek          |           |           |                                                 |
| Lederzeele                          | Lederzele          |           |           |                                                 |
| Ledinghem                           | Ledringem          |           |           |                                                 |
| Ledringhem                          | Ledringem          |           |           | la maison des gens de Leodirad                  |
| Leffrinckoucke                      | Leffrinkhoeke      |           |           |                                                 |
| Leffrinckoucke-Village              | Leffrinkhoeke-Dorp |           |           |                                                 |
| Les Moëres                          | De Moeren          |           | the moors | les marais                                      |
| Lestrem                             | Lestrem            |           |           |                                                 |
| Lille                               | Rijsel             |           |           | l'île                                           |
| Linselles                           | Linzele            |           |           |                                                 |
| Looberghe                           | Loberge            |           |           | le mont du bois                                 |
| Loon-Plage                          | Loon               |           |           |                                                 |
| Lynck                               | Link               |           |           |                                                 |
| Lynde                               | Linde              |           |           | le tilleul                                      |
| Malo-les-Bains                      | Malo               |           |           |                                                 |
| Maubeuge                            | Mabuse             | Maubeuche |           |                                                 |
| Mardyck                             | Mardijk            |           |           |                                                 |
| Merckeghem                          | Merckegem          |           |           |                                                 |
| Merris                              | Mere, Meires       |           |           | Le marais                                       |
| Merville                            | Meregem            |           |           |                                                 |
| Méteren                             | Meteren            |           |           |                                                 |
| Meulhouck (Hameau de Ghyvelde)      | Meulhoek           |           |           |                                                 |
| Millam                              | Millam             |           |           |                                                 |
| Mont-d’Halluin                      | Halewijn-Berg      |           |           |                                                 |
| Morbecque                           | Moerbeke           |           |           | le ruisseau du marais                           |
| Neuf-Berquin                        | Nieuw Berkijn      |           |           |                                                 |
| Nieppe                              | Niepkerke          |           |           |                                                 |
| Nieurlet                            | Nieuwerleet        |           |           |                                                 |
| Noordpeene                          | Noordpene          |           |           | le nord du ruisseau la peene                    |
| Ochtezeele                          | Ochtezele          |           |           |                                                 |
| Oost-Cappel                         | Oostkappel         |           |           | la chapelle de l'est                            |
| Oost Houck (quartier de Ledringhem) |                    |           |           | Le coin de l'Est ou la partie orientale du coin |
| Oudezeele                           | Oudezele           |           |           | la maison des gens d'Aldo                       |
| Outtersteene (Hameau de Bailleul)   | Oudersteene        |           |           |                                                 |
| Oxelaëre                            | Okselare           |           |           |                                                 |

### P - Z
| français                           | néerlandais          | picard           | anglais | signification                            |
| ---------------------------------- | -------------------- | ---------------- | ------- | ---------------------------------------- |
| Petite-Synthe                      | Klein Sinten         |                  |         |                                          |
| Petit-Millebrugghe                 | Klein Millebrugge    |                  |         |                                          |
| Petrit-Fort-Philippe               | Klein Filipsfort     |                  |         |                                          |
| Pont-d’Asquin                      | Haaskenbrugge        |                  |         |                                          |
| Pont-de-Spycker                    | Spijkerbrugge        |                  |         | le pont de Spycker                       |
| Pradelles                          | Pradeels             |                  |         |                                          |
| Quaëdypre                          | Kwaadieper           |                  |         | petit Ypres                              |
| Quathove (Hameau de Bourbourg)     | Kwaadhove            |                  |         | la petite cour                           |
| Quesnoy-sur-Deule                  | Kiezenet             | Kénoé-su-Deule   |         |                                          |
| Rattekot (Hameau de West-Cappel)   | Rattekot             |                  |         | la cabane des rats                       |
| Renescure                          | Ruisscheure          |                  |         |                                          |
| Rexpoëde                           | Rekspoede            |                  |         |                                          |
| Riet-Veld (Hameau de Wormhout)     | Rietveld             |                  |         | le champ de roseau                       |
| Roncq                              | Ronk                 |                  |         |                                          |
| Rosendaël                          | Rozendaal            |                  |         | la vallée de roses                       |
| Roubaix                            | Robaais              | Roubés           |         |                                          |
| Rubrouck                           | Rubroek              |                  |         |                                          |
| Sainte-Marie-Cappel                | Sint-Mariakappel     |                  |         | la chapelle de Sainte-Marie              |
| Saint-Georges-sur-l'Aa             | Sint-Joris           |                  |         |                                          |
| Saint-Jans-Cappel                  | Sint-Janskappel      |                  |         | la chapelle de Saint-Jean                |
| Saint-Sylvestre-Cappel             | Sint-Silvesterkappel |                  |         | la chapelle de Saint-Sylvestre           |
| Saint-Momelin                      | Sint-Momelijn        |                  |         |                                          |
| Saint-Pierre-Brouck                | Sint-Pietersbroek    |                  |         | le marais de Saint-Pierre                |
| Saint-Pol-sur-Mer                  | Sint-Pols            | Saint-Po-dsu-Mér |         |                                          |
| Schoubrouck (Hameau de Noordpeene) | Schouwbroek          |                  |         |                                          |
| Sec-Bois (Hameau de Vieux-Berquin) | Droogbos             |                  |         |                                          |
| Sercus                             | Zerkel               |                  |         |                                          |
| Socx                               | Soks                 |                  |         |                                          |
| Spreuwkoot                         | Spreuwkoot           |                  |         | la cabane d'étourneaux                   |
| Spycker                            | Spijker              |                  |         | le grenier                               |
| Steenbecque                        | Steenbeke            |                  |         | le ruisseau aux pierres                  |
| Steene                             | Stene                |                  |         | (le chemin en) pierre                    |
| Steent'je (Hameau de Bailleul)     | Steentje             |                  |         | la petite pierre                         |
| Steenvoorde                        | Steenvoorde          |                  |         | le gué aux pierres                       |
| Steenwerck                         | Steenwerk            |                  |         | la construction (de défense) en pierre   |
| Strazeele                          | Strazele             |                  |         |                                          |
| Terdeghem                          | Terdegem             |                  |         |                                          |
| Téteghem                           | Tetegem              |                  |         |                                          |
| Thiennes                           | Tienen               |                  |         |                                          |
| Tlegerveld (Hameau de Téteghem)    | Tlegerveld           |                  |         | le champ bas                             |
| Tourcoing                          | Toerkonje            | Tourco           |         |                                          |
| Uxem                               | Uksem                |                  |         |                                          |
| Valenciennes                       | Valencijn            | Valincyinne      |         |                                          |
| Verlinghem                         | Verlingem            |                  |         |                                          |
| Vieux-Berquin                      | Oud Berkijn          |                  |         |                                          |
| Volckerinckhove                    | Volkerinkhove        |                  |         |                                          |
| Wallon-Cappel                      | Waalskappel          |                  |         | la chapelle des Wallons (= francophones) |
| Wambrechies                        | Wemmersijs           |                  |         |                                          |
| Warhem                             | Warrem               |                  |         |                                          |
| Watten                             | Waten                |                  |         |                                          |
| Wattendam                          | Watendam             |                  |         |                                          |
| Wemaers-Cappel                     | Wemaarskappel        |                  |         |                                          |
| Wervicq-Sud                        | Wervik (Zuid)        |                  |         |                                          |
| West-Cappel                        | Westkappel           |                  |         | la chapelle de l'ouest                   |
| Winnezeele                         | Winnezele            |                  |         |                                          |
| Wormhout                           | Wormhout             |                  |         | le bois des serpents                     |
| Wulverdinghe                       | Wulverdinge          |                  |         |                                          |
| Wylder                             | Wilder               |                  |         |                                          |
| Zegerscappel                       | Zegerskappel         |                  |         |                                          |
| Zinkepit (quartier de Ledringhem)  |                      |                  |         |                                          |
| Zuydcoote                          | Zuidkote             |                  |         |                                          |
| Zuytpeene                          | Zuidpene             |                  |         | le sud du ruisseau la peene              |

## Département du Pas-de-Calais

### A - F
| français             | Flamand occidental | picard             | anglais | signification    |
| -------------------- | ------------------ | ------------------ | ------- | ---------------- |
| Ablain-Saint-Nazaire |                    | Saint-Nazart       |         |                  |
| Achicourt            |                    | Hachicourt         |         |                  |
| Acq                  | As                 | Acq                |         |                  |
| Acquin-Westbécourt   | Akkin-Westboekhout | Acuin-Westboucourt |         |                  |
| Adinfer              |                    | Andinfer           |         |                  |
| Affringues           | Hafferdingen       | Hafringues         |         |                  |
| Agnez-les-Duisans    |                    | Anez               |         |                  |
| Agny                 |                    | Aigny              |         |                  |
| Aire-sur-la-Lys      | Ariën-aan-de-Leie  | Aire-sur-la-Lys    |         |                  |
| Audrehem             | Oudehem            | Audréhan           |         |                  |
| Audruicq             | Ouderwijk          | Audruicq           |         | village de Aldo  |
| Bayenghem            | Baaiengem          | Bayinghin          |         | village de Bavon |
| Bouvelinghem         | Bouvelingem        | Bouvelinghin       |         |                  |
| Calais               | Cales              | Calais             |         |                  |
| Éperlecques          | Sperleke           | Épalecques         |         | spacieux vallon  |

### G - O
| français                                 | Flamand occidental | picard                | anglais | signification       |
| ---------------------------------------- | ------------------ | --------------------- | ------- | ------------------- |
| Givenchy-en-Gohelle                      |                    | Givinchy-in-Gohelle   |         |                     |
| Givenchy-le-Noble                        |                    | Givinchy-ch’Nobe      |         |                     |
| Givenchy-lès-la-Bassée                   |                    | Givinchy-lès-l’Bassée |         |                     |
| Gonnehem                                 |                    | Gonhin                |         | marais              |
| Gosnay                                   |                    | Gonaye                |         | marais              |
| Guarbecque                               | Gaverbeke          | Guérbécque            |         | prairie au ruisseau |
| Guemps                                   | Ganep              | Guimpse               |         | écluse              |
| Mannequebeurre (Hameau de Saint-Folquin) | Monnikenbure       | Mannequebeurre        |         | fin du moine        |
| Muncq-Nieurlet                           | Munk-Niewerleet    |                       |         |                     |
| Nordausques                              | Noord-Elseke       |                       |         |                     |
| Nortkerque                               | Noordkerke         |                       |         | église du Nord      |
| Nort-Leulinghem                          | Noordleulingem     |                       |         |                     |
| Nouvelle-Église                          | Nieuwkerke         |                       |         |                     |
| Oblinghem                                |                    | Oblinghin             |         | village d'Abilo     |
| Offekerque                               | Hofkerke           |                       |         |                     |
| Oignies                                  |                    | Ongnies               |         |                     |
| Ostove (Zutkerque)                       | Oosthove           |                       |         | ferme à l'est       |
| Ostreville                               |                    | Dauterville           |         | villa de l'est      |
| Outreau                                  | Wabingen           | Outriauwe             |         | au delà de l'eau    |
| Ouve-Wirquin                             | Ouve-Werchin       | Houffe                |         | Hova = ferme isolée |

### P - Z
| français               | Flamand occidental    | picard               | anglais | signification       |
| ---------------------- | --------------------- | -------------------- | ------- | ------------------- |
| Palluel                |                       | Palluéz              |         |                     |
| Pressy                 |                       | Perchy               |         |                     |
| Racquinghem            | Rakingem              | Racquinghin          |         |                     |
| Radinghem              | Radingem              | Radinghin            |         |                     |
| Rang-du-Fliers         |                       | Rin-du-Fiyé          |         |                     |
| Rebecques              | Roosbeek              | Arbecques            |         |                     |
| Rebergues              | Rosberge              | Rebergues            |         | montagne du cheval  |
| Recques                | Reke                  | Recques              |         | haie                |
| Saint-Folquin          | Sint-Volkwin          | Saint-Folquin        |         |                     |
| Saint-Nicolas          | Sint-Niklaas          | Saint-Colas          |         |                     |
| Saint-Omer             | Sint-Omaars           | Saint-Omé            |         |                     |
| Saint-Omer-Plage       | Sint-Omaars-Strand    | Saint-Omé-Plache     |         |                     |
| Saint-Omer-Capelle     | Sint-Omaarskapel      | Saint-Omé-Capèle     |         |                     |
| Saint-Pol-sur-Ternoise | Sint-Pauwels          | Saint-Po-su-Térnoèse |         |                     |
| Saint-Tricat           | Sinterkaas            | Saint-Tricat         |         |                     |
| Sainte-Marie-Kerque    | Mariakerke            | Sainte-Marie-Kerque  |         | église Sainte-Marie |
| Salperwick             | Salperwijk            | Saubruit / Saubruwi  |         |                     |
| Vieille-Église         | Oudekerke             | Vieille-Église       |         |                     |
| Zudausques             | Zuid-Elseke           |                      |         |                     |
| Zutkerque              | Zuutkerke / Zuidkerke | Zutkerque            |         | église du sud       |